# Sofia Ennaoui
Sofia Ennaoui (née le 30 août 1995 à Ben Guerir au Maroc) est une athlète polonaise d'origine marocaine, spécialiste du demi-fond.

## Biographie
Née d'un père marocain et d'une mère polonaise, elle est arrivée en Pologne à l'âge de 2 ans.
Elle débute par les mondiaux cadets à Lille. Elle remporte la médaille d'argent lors des Championnats d'Europe juniors en 2013. Elle détient le record d'Europe junior sur 3 000 m en salle.
Elle remporte le 3 000 m des Championnats d'Europe par équipes à Tcheboksary en juin 2015. Elle porte son record sur 800 m à 2 min 0 s 11 lors des Championnats du monde à Pékin.
Le 12 août 2018, lors des championnats d'Europe de Berlin, Sofia Ennaoui devient vice-championne d'Europe du 1 500 m en 4 min 03 s 38, derrière la Britannique Laura Muir (4 min 02 s 32). À 22 ans, la Polonaise remporte sa première médaille internationale en plein air.

## Palmarès
| Date | Compétition                            | Lieu           | Résultat | Épreuve      | Temps         |
| ---- | -------------------------------------- | -------------- | -------- | ------------ | ------------- |
| 2012 | Championnats du monde juniors          | Barcelone      | 10e      | 1 500 m      | 4 min 15 s 23 |
| 2013 | Championnats d'Europe juniors          | Rieti          | 2e       | 1 500 m      | 4 min 20 s 20 |
| 2014 | Championnats du monde juniors          | Eugene         | 5e       | 1 500 m      | 4 min 13 s 06 |
| 2014 | Championnats du monde juniors          | Eugene         | —        | 3 000 m      | DNF           |
| 2015 | Championnats d'Europe en salle         | Prague         | 6e       | 3 000 m      | 8 min 56 s 77 |
| 2015 | Relais mondiaux de l'IAAF              | Nassau         | 2e       | 4 × 800 m    | 8 min 11 s 36 |
| 2015 | Championnats d'Europe espoirs          | Tallinn        | 2e       | 1 500 m      | 4 min 04 s 90 |
| 2016 | Championnats d'Europe                  | Amsterdam      | 7e       | 1 500 m      | 4 min 34 s 84 |
| 2016 | Jeux olympiques                        | Rio de Janeiro | 10e      | 1 500 m      | 4 min 14 s 72 |
| 2016 | Championnats d'Europe de cross-country | Chia           | 1re      | Cross espoir | 19 min 21 s   |
| 2017 | Championnats d'Europe en salle         | Belgrade       | 3e       | 1 500 m      | 4 min 06 s 59 |
| 2017 | Championnats d'Europe par équipes      | Lille          | 1re      | 3 000 m      | 9 min 01 s 24 |
| 2017 | Championnats d'Europe espoirs          | Bydgoszcz      | 2e       | 1 500 m      | 4 min 13 s 54 |
| 2018 | Championnats d'Europe                  | Berlin         | 2e       | 1 500 m      | 4 min 3 s 08  |
| 2018 | Coupe continentale                     | Ostrava        | 7e       | 1 500 m      | 4 min 22 s 56 |
| 2019 | Championnats d'Europe en salle         | Glasgow        | 2e       | 4 x 400 m    | 4 min 09 s 30 |
| 2019 | Championnats d'Europe par équipes      | Bydgoszcz      | 1re      | 1 500 m      | 4 min 08 s 37 |
| 2022 | Championnats du monde                  | Eugene         | 5e       | 1 500 m      | 4 min 01 s 43 |
| 2022 | Championnats d'Europe                  | Munich         | 3e       | 1 500 m      | 4 min 3 s 59  |
| 2023 | Championnats d'Europe en salle         | Istanbul       | 3e       | 1 500 m      | 4 min 04 s 06 |

## Records
| Épreuve         | Temps         | Lieu     | Date           |
| --------------- | ------------- | -------- | -------------- |
| 800 m           | 2 min 00 s 11 | Pékin    | 27 août 2015   |
| 800 m (salle)   | 2 min 00 s 40 | Toruń    | 9 février 2019 |
| 1 500 m         | 4 min 01 s 00 | Paris    | 27 août 2016   |
| 1 500 m (salle) | 4 min 04 s 06 | Istanbul | 4 mars 2023    |
| Mile            | 4 min 25 s 34 | Oslo     | 9 juin 2016    |